# Landtagswahlkreis Celle
Der Wahlkreis 45 Celle, bis 2022 noch Wahlkreis 46 Celle, ist ein Wahlkreis zur Wahl des niedersächsischen Landtags. Er umfasst vom Landkreis Celle die Stadt Celle sowie die Gemeinden Hambühren und Wietze.

## Landtagswahl 2022
Zur Landtagswahl in Niedersachsen 2022 traten im Wahlkreis Celle acht Direktkandidaten an. Direkt gewählter Abgeordneter ist Alexander Wille (CDU). Die Wahlbeteiligung lag mit 56,7 % unter dem Landesdurchschnitt dieser Wahl.
| Gegenstand der Nachweisung | Gegenstand der Nachweisung | Erst- stimmen | Erst- stimmen | Zweit- stimmen | Zweit- stimmen |
| Bewerber                   | Partei                     | Anzahl        | %             | Anzahl         | %              |
| -------------------------- | -------------------------- | ------------- | ------------- | -------------- | -------------- |
| Wahlberechtigte            | Wahlberechtigte            | 66.711        | 66.711        | 66.711         | 66.711         |
| Wähler                     | Wähler                     | 37.812        | 37.812        | 56,7 %         | 56,7 %         |
| Ungültige Stimmen          | Ungültige Stimmen          | 436           | 1,2           | 356            | 0,9            |
| Gültige Stimmen            | Gültige Stimmen            | 37.376        | 98,8          | 37.456         | 99,1           |
| davon                      |                            |               |               |                |                |
| Christoph Engelen          | SPD                        | 10.131        | 27,1          | 11.374         | 30,4           |
| Alexander Wille            | CDU                        | 10.771        | 28,8          | 10.255         | 27,4           |
| Martin Kirschstein         | GRÜNE                      | 6.857         | 18,3          | 5.055          | 13,5           |
| Jörg Bode                  | FDP                        | 1.820         | 4,9           | 2.118          | 5,7            |
| Daniel Biermann            | AfD                        | 5.549         | 14,8          | 5.546          | 14,8           |
| Manuela Mast               | DIE LINKE                  | 956           | 2,6           | 956            | 2,6            |
| Thage Jensen               | dieBasis                   | 475           | 1,3           | 374            | 1,0            |
| Philip Siebold             | FREIE WÄHLER               | 817           | 2,2           | 492            | 1,3            |
|                            | Die Humanisten             |               |               | 71             | 0,2            |
|                            | Die PARTEI                 | 333           | 0,9           |                |                |
|                            | Gesundheitsforschung       | 124           | 0,3           |                |                |
|                            | Tierschutzpartei           | 506           | 1,4           |                |                |
|                            | PIRATEN                    | 138           | 0,4           |                |                |
|                            | Volt                       | 114           | 0,3           |                |                |

## Landtagswahl 2017
Zur Landtagswahl in Niedersachsen 2017 traten im Wahlkreis Celle sechs Direktkandidaten an. Direkt gewählter Abgeordneter ist Thomas Adasch (CDU). Über die Landesliste zog zusätzlich Jörg Bode (FDP) in den niedersächsischen Landtag ein. Der Wahlkreis trug die Wahlkreisnummer 46.
| Partei           | Direktkandidat           | Erststimmen | Zweitstimmen |
| ---------------- | ------------------------ | ----------- | ------------ |
| CDU              | Thomas Adasch            | 37,7        | 34,8         |
| SPD              | Jörg Rodenwaldt          | 37,2        | 35,5         |
| GRÜNE            | Djenabou Diallo-Hartmann | 5,1         | 6,7          |
| FDP              | Jörg Bode                | 6,0         | 7,8          |
| DIE LINKE        | Behiye Uca               | 3,8         | 4,1          |
| AfD              | Daniel Biermann          | 8,7         | 8,6          |
| BGE              |                          |             | 0,1          |
| DM               |                          |             | 0,1          |
| Freie Wähler     | Philip Siebold           | 1,4         | 0,7          |
| LKR              |                          |             | 0,0          |
| ÖDP              |                          |             | 0,1          |
| Die PARTEI       |                          |             | 0,6          |
| Tierschutzpartei |                          |             | 0,7          |
| Piratenpartei    |                          |             | 0,2          |
| V-Partei³        |                          |             | 0,1          |

Die Wahlbeteiligung lag mit 59,9 % unter dem Landesdurchschnitt dieser Wahl.

## Landtagswahl 2013
Zur Landtagswahl in Niedersachsen 2013 traten im Wahlkreis Celle sieben Direktkandidaten an. Direkt gewählter Abgeordneter ist Thomas Adasch (CDU). Über die Landesliste zog zusätzlich Jörg Bode (FDP) in den niedersächsischen Landtag ein.
| Partei         | Direktkandidat      | Erststimmen | Zweitstimmen |
| -------------- | ------------------- | ----------- | ------------ |
| CDU            | Thomas Adasch       | 44,2        | 35,1         |
| SPD            | Annette von Pogrell | 36,5        | 30,3         |
| FDP            | Jörg Bode           | 3,9         | 13,3         |
| GRÜNE          | Nadin Bisewski      | 7,8         | 12,3         |
| DIE LINKE      | Yilmaz Kaba         | 2,9         | 3,3          |
| PIRATEN        | Axel Beierlein      | 2,1         | 2,1          |
| Freie Wähler   | Alexandra Martin    | 2,6         | 1,9          |
| NPD            |                     |             | 1,3          |
| DIE FREIHEIT   |                     |             | 0,3          |
| PBC            |                     |             | 0,2          |
| Bündnis 21/RRP |                     |             | 0,0          |

## Landtagswahl 2008
Zur Landtagswahl in Niedersachsen 2008 traten im Wahlkreis Celle acht Direktkandidaten an. Direkt gewählter Abgeordneter ist Thomas Adasch (CDU).
| Partei                     | Direktkandidat      | Erststimmen | Zweitstimmen |
| -------------------------- | ------------------- | ----------- | ------------ |
| CDU                        | Thomas Adasch       | 45,6        | 44,8         |
| SPD                        | Annette von Pogrell | 32,0        | 27,0         |
| FDP                        | Jörg Bode           | 6,9         | 10,2         |
| GRÜNE                      | Georgia Langhans    | 5,8         | 6,9          |
| LINKE                      | Lothar Kaminski     | 5,5         | 6,4          |
| NPD                        | Klaus Hellmund      | 2,3         | 2,5          |
| Freie Wähler Niedersachsen | Torsten Schoeps     | 1,2         | 0,6          |
| Mensch Umwelt Tierschutz   |                     |             | 0,4          |
| PBC                        |                     |             | 0,3          |
| FAMILIE                    |                     |             | 0,3          |
| GRAUE                      |                     |             | 0,3          |
| Ab jetzt                   |                     |             | 0,2          |
| Die Friesen                |                     |             | 0,2          |
| ödp                        |                     |             | 0,1          |
| Demokratische Alternative  |                     |             | 0,0          |
| REP                        |                     |             | 0,0          |
| Einzelbewerber             | Jürgen Vondracek    | 0,7         |              |